# Aurach (dopływ Regnitz koło Erlangen)

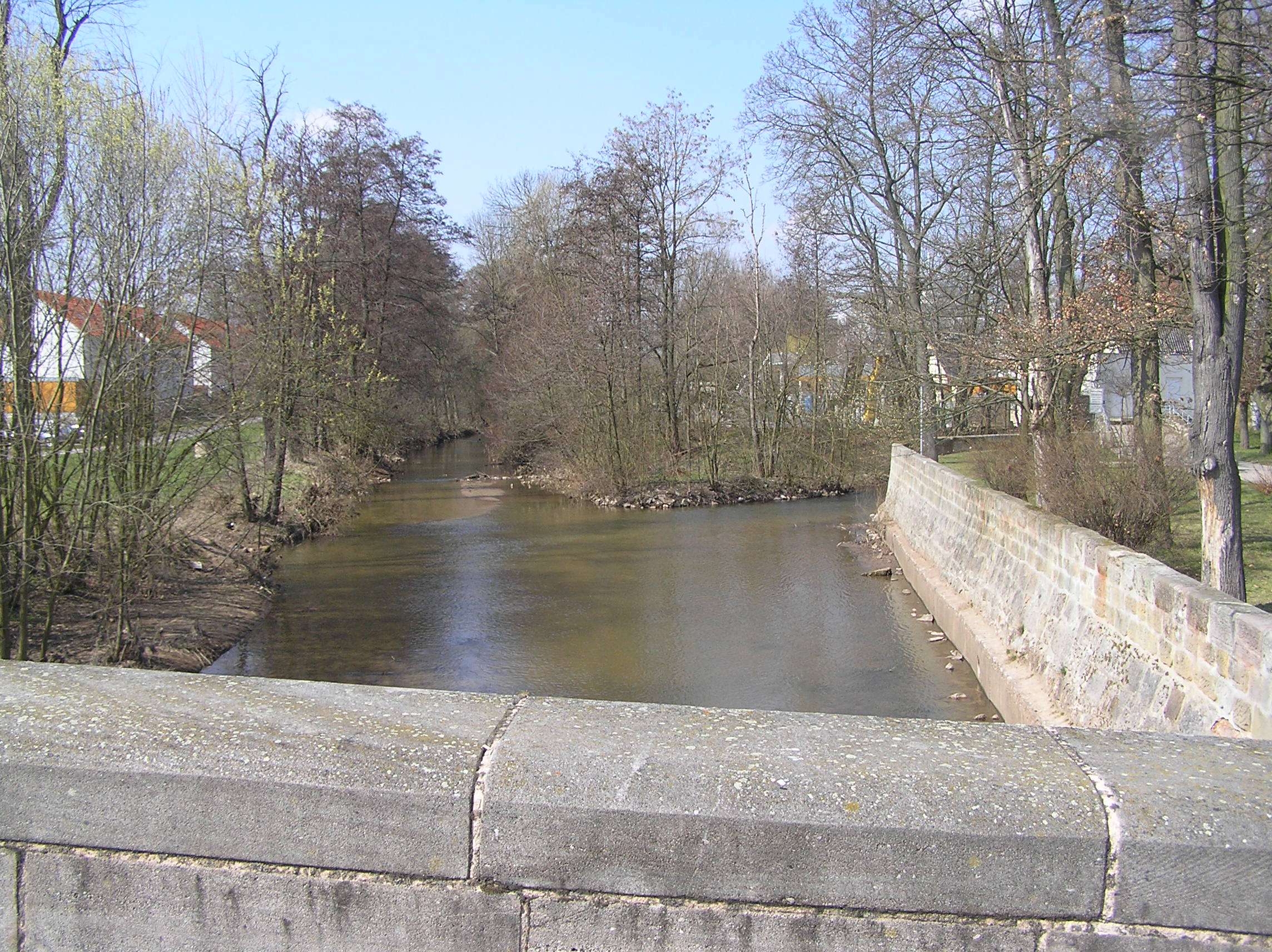
Aurach w Herzogenaurach

Aurach – rzeka w Niemczech, w kraju związkowym Bawaria, w rejencji Środkowa Frankonia, o długości 35,26 km, lewy dopływ Regnitz.
Przepływa przez Herzogenaurach, w którym w 1948 na obu jej brzegach swe konkurencyjne wobec siebie fabryki obuwia sportowego Puma i Adidas założyli bracia Rudolf i Adolf Dasslerowie.